# Jean Lucas
Jean Lucas,  francoski dirkač Formule 1, * 25. april 1917, Le Mans, Francija, † 27. september 2003, Saint Martin de Re, Francija.
V svoji karieri je nastopil le na prvi dirki za Veliko nagrado Italije v sezoni 1955, kjer je z dirkalnikom Gordini Type 32 moštva Equipe Gordini odstopil v sedmem krogu zaradi odpovedi motorja. Umrl je leta 2003.

## Popolni rezultati Formule 1
(legenda) (odebeljene dirke pomenijo najboljši štartni položaj, poševne pa najhitrejši krog, †-uvrščen kljub odstopu)
| Leto | Moštvo         | Šasija          | Motor              | 1   | 2   | 3   | 4   | 5   | 6  | 7       | Prv | Toč |
| ---- | -------------- | --------------- | ------------------ | --- | --- | --- | --- | --- | -- | ------- | --- | --- |
| 1955 | Equipe Gordini | Gordini Type 32 | Gordini Straight-8 | ARG | MON | 500 | BEL | NIZ | VB | ITA Ret | -   | 0   |